# Vuelta a Venezuela 2018
La 55.ª edición de la Vuelta a Venezuela (oficialmente: Vuelta Ciclista a Venezuela) se celebró entre el 5 y el 14 de julio de 2018 e inició con un circuito urbano en la ciudad de Maracaibo y finalizó con otro circuito urbano en la ciudad de Valencia en Venezuela. El recorrido consistió de un total de 10 etapas sobre una distancia total de 1438,7 km.
La carrera hizo parte del circuito UCI America Tour 2018 dentro de la categoría 2.2 y fue ganada por el ciclista italiano Matteo Spreafico del equipo Androni Giocattoli-Sidermec. El podio lo completaron los ciclistas venezolanos José Alarcón del equipo Gobierno de Miranda-Trek y Anderson Paredes del equipo Movistar Team Ecuador.

## Equipos participantes
Tomaron la partida un total de 14 equipos, de los cuales 1 fue de categoría Profesional Continental, 1 Continental, 1 selección nacional y 11 equipos regionales y de clubes, quienes conformaron un pelotón de 77 ciclistas. 
| Equipo continental profesional- Androni Giocattoli-Sidermec Equipo continental- Team Ecuador Equipo nacional- Perú Equipos regionales y de clubes (11)- Bicicletas Castilla-Idermi - Deportivo Táchira - Fundación Ángel Pulgar-Global Energy-Gran Chivo - Venezuela País de Futuro-Fina Arroz - Gobierno Bolivariano de Carabobo - Gobierno de Miranda-Trek - Inversiones Alexander - JHS Grupo - Liga Santandereana de Ciclismo - SuBicicleta.com-Osorio Motos-País Futuro - Team Nicolas Dubois-VCC Caraïbes |
| |

## Recorrido
| Etapa      | Fecha     | Recorrido                                               | type                    | Distancia (km) | Ganador                 | Líder            |
| ---------- | --------- | ------------------------------------------------------- | ----------------------- | -------------- | ----------------------- | ---------------- |
| 1.ª etapa  | 5 de jul  | Maracaibo – Maracaibo                                   | etapa llana             | 96,2           | Matteo Malucelli        | Matteo Malucelli |
| 2.ª etapa  | 6 de jul  | Cabimas – Sabana de Mendoza                             | etapa llana             | 160,9          | Ángel Rivas             | Ángel Rivas      |
| 3.ª etapa  | 7 de jul  | Río Monay – Barquisimeto                                | etapa escarpada         | 176,5          | Miguel Ubeto            | Ángel Rivas      |
| 4.ª etapa  | 8 de jul  | Quíbor – Guanare                                        | etapa llana             | 221,8          | Marco Benfatto          | Ángel Rivas      |
| 5.ª etapa  | 9 de jul  | Santuario Nacional Nuestra Señora de Coromoto – Guanare | contrarreloj individual | 34,5           | Matteo Spreafico        | Matteo Spreafico |
| 6.ª etapa  | 10 de jul | Municipio Ospino – Nirgua                               | etapa de media montaña  | 215,7          | Yurgen Ramírez          | Matteo Spreafico |
| 7.ª etapa  | 11 de jul | Nirgua – Morón                                          | etapa escarpada         | 100            | John Nava               | Matteo Spreafico |
| 8.ª etapa  | 12 de jul | Morón – Charallave                                      | etapa escarpada         | 190,1          | Carlos Linares Zambrano | Matteo Spreafico |
| 9.ª etapa  | 13 de jul | Ocumare del Tuy – Valencia                              | etapa escarpada         | 147            | Byron Guamá             | Matteo Spreafico |
| 10.ª etapa | 14 de jul | Valencia – Valencia                                     | etapa llana             | 96             | Orluis Aular            | Matteo Spreafico |

## Clasificaciones finales
Las clasificaciones finalizaron de la siguiente forma:

### Clasificación general
| \| Clasificación general \| Clasificación general \| Clasificación general \| Clasificación general \| Clasificación general \| \| Ciclista \| Ciclista \| Equipo \| Tiempo \| \| \| --------------------- \| ----------------------- \| ---------------------------------------- \| --------------------- \| --------------------- \| \| 1.º \| Matteo Spreafico \| Androni Giocattoli-Sidermec \| 36 h 54 min 42 s \| \| \| 2.º \| José Alarcón \| Gobierno de Miranda-Trek \| + 1 min 16 s \| \| \| 3.º \| Anderson Paredes \| Team Ecuador \| + 1 min 43 s \| \| \| 4.º \| Leonel Quintero \| Gobierno de Miranda-Trek \| + 1 min 44 s \| \| \| 5.º \| Ángel Rivas \| Gobierno de Miranda-Trek \| + 3 min 06 s \| \| \| 6.º \| Robert Sierra \| SuBicicleta.com-Osorio Motos-País Futuro \| + 3 min 34 s \| \| \| 7.º \| Carlos Linares Zambrano \| Venezuela País de Futuro-Fina Arroz \| + 3 min 39 s \| \| \| 8.º \| Carlos Gálviz \| Deportivo Táchira \| + 3 min 59 s \| \| \| 9.º \| Clever Martínez \| Gobierno Bolivariano de Carabobo \| + 4 min 38 s \| \| \| 10.º \| Yurgen Ramírez \| Venezuela País de Futuro-Fina Arroz \| + 4 min 48 s \| \| |                         |                                          |                  |
| |                         |                                          |                  |
| Fuente: ProCyclingStats |                         |                                          |                  |
| Clasificación general |                         |                                          |                  |
| Ciclista | Ciclista                | Equipo                                   | Tiempo           |
| 1.º | Matteo Spreafico        | Androni Giocattoli-Sidermec              | 36 h 54 min 42 s |
| 2.º | José Alarcón            | Gobierno de Miranda-Trek                 | + 1 min 16 s     |
| 3.º | Anderson Paredes        | Team Ecuador                             | + 1 min 43 s     |
| 4.º | Leonel Quintero         | Gobierno de Miranda-Trek                 | + 1 min 44 s     |
| 5.º | Ángel Rivas             | Gobierno de Miranda-Trek                 | + 3 min 06 s     |
| 6.º | Robert Sierra           | SuBicicleta.com-Osorio Motos-País Futuro | + 3 min 34 s     |
| 7.º | Carlos Linares Zambrano | Venezuela País de Futuro-Fina Arroz      | + 3 min 39 s     |
| 8.º | Carlos Gálviz           | Deportivo Táchira                        | + 3 min 59 s     |
| 9.º | Clever Martínez         | Gobierno Bolivariano de Carabobo         | + 4 min 38 s     |
| 10.º | Yurgen Ramírez          | Venezuela País de Futuro-Fina Arroz      | + 4 min 48 s     |

### Clasificación por puntos
| Clasificación por puntos | Clasificación por puntos | Clasificación por puntos         | Clasificación por puntos | Clasificación por puntos |
| Ciclista                 | Ciclista                 | Equipo                           | Puntos                   |                          |
| ------------------------ | ------------------------ | -------------------------------- | ------------------------ | ------------------------ |
| 1.º                      | Cristian David Pita      | Team Ecuador                     | 163 pts                  |                          |
| 2.º                      | Orluis Aular             | Gobierno de Miranda-Trek         | 106 pts                  |                          |
| 3.º                      | Wuilmen Bravo            | Deportivo Táchira                | 103 pts                  |                          |
| 4.º                      | Leonel Quintero          | Gobierno de Miranda-Trek         | 100 pts                  |                          |
| 5.º                      | Xavier Quevedo           | Gobierno Bolivariano de Carabobo | 93 pts                   |                          |

### Clasificación de la montaña
| Clasificación de la montaña | Clasificación de la montaña | Clasificación de la montaña         | Clasificación de la montaña | Clasificación de la montaña |
| Ciclista                    | Ciclista                    | Equipo                              | Puntos                      |                             |
| --------------------------- | --------------------------- | ----------------------------------- | --------------------------- | --------------------------- |
| 1.º                         | Yurgen Ramírez              | Venezuela País de Futuro-Fina Arroz | 25 pts                      |                             |
| 2.º                         | Manuel Medina               | Deportivo Táchira                   | 14 pts                      |                             |
| 3.º                         | Carlos Linares Zambrano     | Venezuela País de Futuro-Fina Arroz | 6 pts                       |                             |
| 4.º                         | José Mendoza                |                                     | 6 pts                       |                             |
| 5.º                         | Leonel Quintero             | Gobierno de Miranda-Trek            | 2 pts                       |                             |

### Clasificación de los sprints (metas volantes)
| Clasificación de las metas volantes | Clasificación de las metas volantes | Clasificación de las metas volantes | Clasificación de las metas volantes | Clasificación de las metas volantes |
| Ciclista                            | Ciclista                            | Equipo                              | Puntos                              |                                     |
| ----------------------------------- | ----------------------------------- | ----------------------------------- | ----------------------------------- | ----------------------------------- |
| 1.º                                 | Cristian David Pita                 | Team Ecuador                        | 45 pts                              |                                     |
| 2.º                                 | Wuilmen Bravo                       | Deportivo Táchira                   | 36 pts                              |                                     |
| 3.º                                 | Mauro Rojas                         | Liga Santandereana de Ciclismo      | 10 pts                              |                                     |
| 4.º                                 | Orluis Aular                        | Gobierno de Miranda-Trek            | 10 pts                              |                                     |
| 5.º                                 | Robinson Ruiz                       | Perú                                | 10 pts                              |                                     |

### Clasificación sub-23 (jóvenes)
| Clasificación sub-23 | Clasificación sub-23 | Clasificación sub-23                     | Clasificación sub-23 | Clasificación sub-23 |
| Ciclista             | Ciclista             | Equipo                                   | Tiempo               |                      |
| -------------------- | -------------------- | ---------------------------------------- | -------------------- | -------------------- |
| 1.º                  | Leonel Quintero      | Gobierno de Miranda-Trek                 | 36 h 56 min 26 s     |                      |
| 2.º                  | Robert Sierra        | SuBicicleta.com-Osorio Motos-País Futuro | + 1 min 50 s         |                      |
| 3.º                  | Yurgen Ramírez       | Venezuela País de Futuro-Fina Arroz      | + 3 min 04 s         |                      |
| 4.º                  | Orluis Aular         | Gobierno de Miranda-Trek                 | + 5 min 06 s         |                      |
| 5.º                  | Jesús Villegas       | Gobierno de Miranda-Trek                 | + 11 min 04 s        |                      |

### Clasificación por equipos
| Clasificación por equipos | Clasificación por equipos           | Clasificación por equipos | Clasificación por equipos |
| Equipo                    | Equipo                              | Tiempo                    |                           |
| ------------------------- | ----------------------------------- | ------------------------- | ------------------------- |
| 1.º                       | Gobierno de Miranda-Trek            | 110 h 48 min 56 s         |                           |
| 2.º                       | Venezuela País de Futuro-Fina Arroz | + 8 min 10 s              |                           |
| 3.º                       | Team Ecuador                        | + 8 min 11 s              |                           |
| 4.º                       | Deportivo Táchira                   | + 8 min 22 s              |                           |
| 5.º                       | Bicicletas Castilla-Idermi          | + 21 min 15 s             |                           |

## Evolución de las clasificaciones
| Etapa                   | Vencedor                | Clasificación general | Clasificación por puntos | Clasificación de la montaña | Clasificación de las metas volantes | Clasificación sub-23 | Clasificación por equipos |
| ----------------------- | ----------------------- | --------------------- | ------------------------ | --------------------------- | ----------------------------------- | -------------------- | ------------------------- |
| 1.ª                     | Matteo Malucelli        | Matteo Malucelli      | Matteo Malucelli         | no otorgado                 | Mauro Rojas                         | Orluis Aular         | Gobierno de Miranda-Trek  |
| 2.ª                     | Ángel Rivas             | Ángel Rivas           | Leonel Quintero          | no otorgado                 | Mauro Rojas                         | Leonel Quintero      | Gobierno de Miranda-Trek  |
| 3.ª                     | Miguel Ubeto            | Ángel Rivas           | Miguel Ubeto             | Manuel Medina               | Wuilmen Bravo                       | Leonel Quintero      | Gobierno de Miranda-Trek  |
| 4.ª                     | Marco Benfatto          | Ángel Rivas           | Marco Benfatto           | Manuel Medina               | Cristian Pita                       | Leonel Quintero      | Gobierno de Miranda-Trek  |
| 5.ª                     | Matteo Spreafico        | Matteo Spreafico      | Marco Benfatto           | Manuel Medina               | Cristian Pita                       | Leonel Quintero      | Gobierno de Miranda-Trek  |
| 6.ª                     | Yurgen Ramírez          | Matteo Spreafico      | Cristian Pita            | Yurgen Ramírez              | Cristian Pita                       | Leonel Quintero      | Gobierno de Miranda-Trek  |
| 7.ª                     | John Nava               | Matteo Spreafico      | Cristian Pita            | Yurgen Ramírez              | Cristian Pita                       | Leonel Quintero      | Gobierno de Miranda-Trek  |
| 8.ª                     | Carlos Linares          | Matteo Spreafico      | Cristian Pita            | Yurgen Ramírez              | Cristian Pita                       | Leonel Quintero      | Gobierno de Miranda-Trek  |
| 9.ª                     | Byron Guamá             | Matteo Spreafico      | Cristian Pita            | Yurgen Ramírez              | Cristian Pita                       | Leonel Quintero      | Gobierno de Miranda-Trek  |
| 10.ª                    | Orluis Aular            | Matteo Spreafico      | Cristian Pita            | Yurgen Ramírez              | Cristian Pita                       | Leonel Quintero      | Gobierno de Miranda-Trek  |
| Clasificaciones finales | Clasificaciones finales | Matteo Spreafico      | Cristian Pita            | Yurgen Ramírez              | Cristian Pita                       | Leonel Quintero      | Gobierno de Miranda-Trek  |

## UCI World Ranking
La Vuelta a Venezuela otorga puntos para el UCI America Tour 2018 y el UCI World Ranking, este último para corredores de los equipos en las categorías Profesional Continental y Equipos Continentales. Las siguientes tablas muestran el baremo de puntuación y los 10 corredores que obtuvieron más puntos:
| Posición              | 1.º | 2.º | 3.º | 4.º | 5.º | 6.º | 7.º | 8.º | 9.º | 10.º |
| Clasificación general | 40  | 30  | 25  | 20  | 15  | 10  | 5   | 3   | 3   | 3    |
| Por etapa             | 7   | 3   | 1   |     |     |     |     |     |     |      |
| Líder                 | 1   |     |     |     |     |     |     |     |     |      |

| Clasificación | Clasificación    | Clasificación                                           | Clasificación | Clasificación | Clasificación | Clasificación |
| Posición      | Ciclista         | Equipo                                                  | General       | Etapa         | Líder         | Total         |
| ------------- | ---------------- | ------------------------------------------------------- | ------------- | ------------- | ------------- | ------------- |
| 1.º           | Matteo Spreafico | Androni Giocattoli-Sidermec                             | 40            | 7             | 5             | 52            |
| 2.º           | José Alarcón     | Gobierno de Miranda-Trek                                | 30            | -             | -             | 30            |
| 3.º           | Anderson Paredes | Ecuador                                                 | 25            | -             | -             | 25            |
| 4.º           | Ángel Rivas      | Gobierno de Miranda-Trek                                | 15            | 7             | 3             | 25            |
| 5.º           | Leonel Quintero  | Gobierno de Miranda-Trek                                | 20            | 4             | -             | 24            |
| 6.º           | Carlos Linares   | Fundación Venezuela País de Futuro-Fina Arroz Iron Grup | 5             | 7             | -             | 12            |
| 7.º           | Orluis Aular     | Gobierno de Miranda-Trek                                | -             | 12            | -             | 12            |
| 8.º           | Robert Sierra    | SuBicicleta.com-Osorio Motos-País Futuro                | 10            | -             | -             | 10            |
| 9.º           | Yurgen Ramírez   | Fundación Venezuela País de Futuro-Fina Arroz Iron Grup | 3             | 7             | -             | 10            |
| 10.º          | Marco Benfatto   | Androni Giocattoli-Sidermec                             | -             | 10            | -             | 10            |